# Companhia Paulista de Força e Luz
Companhia Paulista de Força e Luz (CPFL Energia, NYSE: COMPLET) est un des plus grands groupes privés de production et de distribution d’électricité du Brésil. La société se compose entre autres de CPFL Brasil, CPFL Piratininga, CPFL Paulista, CPFL Geração et SEMESA. La société est basée à Campinas, dans l’État de São Paulo.

## Principaux concurrents
CPFL Energia fait partie des principales entreprises du secteur brésilien de l'électricité, parmi lesquelles:
- Eletrobras
- CEMIG
- Tractebel Energia
- Copel
- CESP
- AES Tiete

## Investisseurs
La société d'investissement brésilienne Bradespar fait partie des principaux actionnaires de CPFL.